# Groupe de NGC 3585
Le groupe de NGC 3585 comprend au moins sept galaxies situées dans la constellation de l'Hydre. La distance moyenne entre ce groupe et la Voie lactée est d'environ 26,2 Mpc (∼85,5 millions d'al). 

## Membres
Le tableau ci-dessous liste les sept galaxies du groupe indiquées dans l'article de A.M. Garcia paru en 1993.   
| Nom        | Class.  | Type                               | α (J2000.0)   | δ (J2000.0)  | Vitesse radiale (km/s) | m            | Distance (Mpc) | Diamètre (kal) |
| ---------- | ------- | ---------------------------------- | ------------- | ------------ | ---------------------- | ------------ | -------------- | -------------- |
| NGC 3585   | E7/S0   | Elliptique                         | 11h 13m 17.1s | -26° 45′ 17″ | 1434 ± 12              | 9,9          | 26,3 ± 1,9     | 205            |
| ESO 438-5  | SB(s)m? | Spirale barrée magellanique        | 11h 08m 58.6s | -28° 22′ 17″ | 1500 ± 4               | 13,84        | 27,2 ± 1,9     | 100            |
| ESO 438-10 | SAB(s)m | Spirale intermédiaire magellanique | 11h 10m 51.9s | -27° 53′ 51″ | 1487 ± 10              | 13,19        | 27,0 ± 1,9     | 52             |
| ESO 438-12 | S?      | Spirale                            | 11h 12m 17.2s | -28° 00′ 08″ | 1322 ± 29              | 12,92 ± 0,09 | 24,6 ± 1,8     | 26             |
| ESO 438-17 | SB(s)c  | Spirale barrée                     | 11h 17m 17.7s | -27° 49′ 22″ | 1230 ± 10              | 13,20        | 23,3 ± 1,7     | 48             |
| ESO 502-16 | SB(s)m  | Spirale barrée magellanique        | 11h 05m 13.7s | -26° 37′ 27″ | 1514 ± 12              | 13,36 ± 0,09 | 27,5 ± 2,0     | 36             |
| ESO 503-7  | SB0-?   | Lenticulaire                       | 11h 15m 48.7s | -27° 06′ 38″ | 1514 ± 22              | 13,67 ± 0,09 | 27,5 ± 2,0     | 38             |

Le site DeepskyLog permet de trouver aisément les constellations des galaxies mentionnées dans ce tableau ou si elles ne s'y trouvent pas, l'outil du site constellation permet de le faire à l'aide des coordonnées de la galaxie. Sauf indication contraire, les données proviennent du site NASA/IPAC. 